# ヤマトよ永遠に
『ヤマトよ永遠に』（ヤマトよとわに）は、宇宙戦艦ヤマトシリーズの1980年公開の劇場公開作品。通称「永遠に」、英文タイトルは「Be Forever Yamato」。

## 概要
1980年8月2日夏休みシーズン公開の、「宇宙戦艦ヤマトシリーズ」第6作目にして劇場用映画の第3作目。オフィス・アカデミー製作、東映動画（現・東映アニメーション）とアカデミー製作が制作協力で、全国東映洋画系で公開された。観客動員数は220万人。アニメーションシリーズ中、唯一「宇宙戦艦」の語がタイトルに含まれない。また、宇宙戦艦ヤマトシリーズにおいて唯一「タイムスリップ」の概念に触れた作品でもある。
本作では、主人公である古代進とヒロインの森雪を宇宙と地球に完全に別離させた上（ストーリー上、終始両者が全くの別行動を取り続ける展開は、後年制作された「復活篇」を除き、シリーズ中本作のみである）、古代には姪のサーシャを、雪には敵将校のアルフォン少尉を接近させ、それぞれが別の異性との間で揺れ動くという形で、遠距離恋愛に伴う危機を描き、「愛することは信じ合うことである」（西崎プロデューサー曰く「信頼の愛」）をテーマに（主題歌・「愛よその日まで」の歌詞中にもそのテーマの片鱗が覗える）、地球と暗黒星団帝国との戦いを描いた。
前年に放送されたテレビスペシャル『宇宙戦艦ヤマト 新たなる旅立ち』からの続編。シリーズ中、唯一前作と共通の敵と戦う。
ただし、本作の監督である松本零士は、本作は『宇宙戦艦ヤマト2』の続編的な作品であるとして、『宇宙戦艦ヤマト 新たなる旅立ち』の続きと見ないでほしいと語っており、劇中で前作『宇宙戦艦ヤマト 新たなる旅立ち』での出来事について触れられることはほとんどなく、「暗黒星団帝国」という名称も出てこない。
松本零士は、本作で「宇宙戦艦ヤマトシリーズ」を終えるとしていた。

## 製作会見
1980年5月6日、東京會舘にて製作発表記者会見が行われ、岡田茂東映社長、西崎義展、松本零士、舛田利雄、宮川泰、勝間田具治、山口洋子、ささきいさお、布施明らが出席した。以下は各人の発言である。
- 岡田「前作は邦画史上からみても驚異的な大ヒット。当たればまたやろうというのが常でして、夢よもう一度というわけです。製作費は8億円、配収目標は17～18億円。人生で天から宝物が降ってくるということは、そうあるものではない。西崎君もヤマト以外はあまりヒット作は出ないのだから、また今回に賭けてもらいたい」
- 西崎「他にも2、3作品を手がけましたが、まあ、6年間はヤマト・オンリーだった。ヤマトで有名にしていただき、いつもこれで最後にしようと思ってここまで来てしまった。ヤマトのテーマは、男の生きざま、愛、青春ドラマですが、1作、2作目があまりに自己犠牲の愛のドラマになったんで、今回は違う形の愛をも描いています」
- 松本「これほど長い航海の船に乗るとは、思ってもみなかった。2作目の、これで最後という字幕は、西崎さんの考えで私ではありません。私の作品は、いつも初めは調子いいけれど、ジリ貧で終わってしまうことがあるので、ヤマトもここでケジメをつけます、ヤマトの航海は何であったかと、ケジメをつけます。感性の問題は私の一連の他の作品と同じで、人がすぐ死ぬというのは、私は嫌いです。いずれは人も死にますが、それまで精一杯に生きるということを信条としてまして、それは『銀河鉄道999』でも同じでした。又、マニアックな設定を出すため、現場にいつも迷惑をかけて申し分けなく思っています。今回の設定は、いかに問いつめられても逃げられるようにしてありますので...今回は、執念と怨念の魂となってやりますので、ご期待下さい」
- 宮川「テレフィーチャーも含めると、ヤマトも4作目でメロディも出しつくしました。西崎さんはディーン・マーティンが好きで、今回も曲を作ってもダメが出て、大変です。特に大変なのは敵側の曲で、想像を絶する敵という感じといわれても...想像を絶してしまって...(笑)」
- 勝間田「2作目よりの西崎さんとのつきあいで、今回は緻密な絵作りをしていきます。ドラマがあって絵が後というのが前2作でしたが、今回はその逆。現場一同頑張ってます」

以上に加え、ワープ・ディメンション方式採用の経緯(後述)や、製作スケジュール等の説明もあり、作画は3月10日にインしており、7月10日に絵が上がり、最終的に7月25日に完成、8月2日公開と発表。既に前売り券が6000枚以上売れており、今回のヤマトのイベントは、利益をファンに還元すべく無料にするとし、7月24日に日本武道館で「ヤマト・フェスティバル・イン・ブドーカン」を開催し、また1万トン級の船をヤマトに改造してのイベントを計画しているとの説明があった。
また、岡田は同時期の映画誌のインタビューで「去年大ヒットした『銀河鉄道999』の前売りに比べ、『ヤマトよ永遠に』はいま40％増しで売れていますから、これまた爆発的に来るでしょう。ゴールデンウイークにやった『地球へ…』も時期が悪いのにペイラインに乗りましたし、数年前の映画界でアニメ時代来たるなんて誰が予想したでしょうね。これもテレビでやっていた『宇宙戦艦ヤマト』を劇場で公開してみたい、西崎プロデューサーのファンに応える希いから、今日の映画におけるアニメブームが拓けたということでしょう。あのとき興行者も配給者もあんな当たりをみせるなんて誰も思ってみなかったはずですね。やっぱり頭を固くして過去の夢を追うだけでは何も生まれて来やしないと思います」などと話していた。

## ストーリー
西暦2202年。暗黒星団帝国の兵器重核子爆弾が地球へと飛来。さらに、続々と押し寄せてきた敵の大戦力の前に、地球防衛軍は敗北し、地球は瞬く間に制圧される。暗黒星団帝国は、重核子爆弾によって人類の脳細胞を一挙に死滅させることが出来ると脅し、先ずヤマトの在処を示せと要求する。
古代達ヤマトの乗組員は、英雄の丘に集結し、小惑星イカルスへと向かう。だが森雪が途中で負傷し、一人だけ地球に取り残されることになる。地球から決死の脱出を果たした一行がイカルスに着くと、そこにはヤマトが隠されていた。ヤマト乗組員は、重核子爆弾の起爆コントロールが敵母星であると判断し、爆発阻止のために暗黒星雲へと旅立つ。
その頃、地球に取り残された雪は、敵将校アルフォンによって介抱されていた。雪はアルフォンが技術部情報将校と知り、重核子爆弾の情報を聞き出すため回復後も彼の下に残るが、アルフォンもまた雪の思惑を知った上で傍に置いていた。そしてアルフォンは次第に、愛する人を一途に想い続ける雪の姿に惹かれていく。
一方、ヤマトは一路暗黒星雲へと向かっていたが、その旅の中で古代は真田志郎の姪とされた真田澪が、実はスターシャと兄である守の娘サーシャであることをサーシャ自身から告げられる。
敵との戦闘に辛くも勝利し、辿り着いた暗黒星雲を突破したヤマト乗組員は、光芒煌めく銀河を目の当たりにする。地球から見た暗黒星雲の正体は、白色銀河と黒色銀河が重なり合う二重銀河だったのである。ヤマトは光芒の中で見つけた敵母星と思しき光点へとワープするが、そこにあったのは正しく地球そのものの星であった。調査へと降り立ったヤマト乗組員の先発隊は、そこで暗黒星団帝国の聖総統スカルダートから、暗黒星団帝国の正体が未来の地球であることを告げられ、さらにヤマトが撃沈されるという歴史を見せられて降伏を迫られる。だが古代は、未来の地球人ならば先祖である現在の地球人を滅亡させられないと分かり、降伏を拒否。古代は運命は自分たちで切り開くものとだと山南に進言し、ヤマトは地球への帰路に着く。だがサーシャは未来の地球に残ることを決意し、ヤマトと離別する。
帰路において、ヤマトは見せられた歴史の通り敵艦隊からの激しい攻撃に晒される。その最中、徳川が第一艦橋に「考える人」の資料を持ち込み、敵母星の宮殿に置かれていたそれが誤造されていること、更には真田が相原がサーダから手渡されたワイングラスの鑑識結果から暗黒星団帝国人が地球人とは全く無関係の生命体であることを公言し、未来の地球も偽物だったことが判明する。ヤマト轟沈の歴史も出鱈目と分かり安堵するヤマト乗組員だったが、それは同時に、暗黒星団帝国が先祖でもない地球人類を滅ぼしても何ら問題はないという事実でもあった。偽地球へと戻ったヤマトは敵艦隊を新波動砲で撃滅するも、その誘爆が偽地球にもおよび、表面が剥がれて異形の姿をした星「デザリアム」が現れる。新波動砲さえ効果を得ないという強固な守りを持つデザリアムに成す術のないヤマトにサーシャから通信が入る。彼女はいち早く敵の正体に気づいており、ヤマトをサポートするために敵母星に残っていたのだった。彼女は惑星内部の人工都市に波動砲を撃ちこむことが唯一の解決策だと言うが、それは彼女自身も犠牲にする手段でもあった。
その時、地球にいる雪から通信が入る。それは地球側の起爆装置の解体に成功したという報告であった。地球ではパルチザンが暗黒星団帝国の占領軍との戦闘を続けており、雪はアルフォンから「自分を倒したとき重核子爆弾の秘密を教える」と約束され解放されたのち、重核子爆弾内部でアルフォンとの一騎討ちに事実上勝利。アルフォンからもたらされた解体図を基に、爆弾本体側の起爆装置を解体したのである。
残るは敵母星のコントロール装置のみであり、ヤマトはサーシャの導きにより敵母星内部に突入する。中心部に到達したヤマトはそこにある人工都市に装備された巨大ミサイルの猛襲を受け、またしても絶体絶命の窮地に陥る。山南は古代に波動砲の発射命令を下すが、直後に艦橋へミサイルが被弾し、山南は戦死。古代は命令に従い波動砲の発射体制を取るが、エネルギー充填後にサーシャのいる目標を撃つことができなくなる。サーシャはためらう古代を説得するが、そこへスカルダートが現れサーシャを射殺する。その光景を見た古代は怒りに任せ波動砲を発射。人工都市は爆発し、デザリアム星も崩壊する。
デザリアムと波動エネルギーの融合による爆発は凄まじく、その誘爆は二重銀河全体へとおよび、二重銀河は崩壊。ヤマトは連続ワープで星雲外へ離脱し、ヤマト乗組員がそこに見たのは崩壊した二重銀河から新しい銀河が生まれようとしている光景だった。自らの行いを責める古代だったが、そこへサーシャの魂が生前の姿を成して現れ、古代やヤマト乗組員を励まして母スターシャの下へと帰っていく。古代、真田ら乗組員はスターシャとサーシャを見送った後、ヤマトは地球への帰路に着いた。

## 主な登場人物
デスラーが登場しなかった唯一の作品であり（ただし、回想シーンに登場）、これまでヤマトに乗艦し古代進の傍らでともに戦ってきた森雪は、本作品では敵によって負傷したために地球に残留し、地球からヤマトの戦いを支援している。代わりにヤマトに乗艦するヒロイン的な役を、古代進の兄・守とスターシャの娘であるサーシャが務めている。

### 地球
古代進
主人公。元ヤマト戦闘班長兼艦長代理。物語序盤はパトロール艇の艇長として火星に向かっていたが、その途中で重核子爆弾を目撃。火星基地要員が全滅したことを報告後、地球艦隊と敵艦隊の交戦の中、辛うじて地球へ帰還。雪や旧ヤマト乗組員と再会し、ヤマトがあるという小惑星イカロスへ向かおうとするが、地球脱出時に雪と離れ離れになってしまう。
雪の身を案じながらも、ヤマト乗組員としての任務に従事していくが、サーシャに雪を重ねてしまうこともある。サーシャに対しては肉親としての深い情があるが、彼女の想いには気づいていない。最終決戦時、敵母星の中心部にある人工都市に対し波動砲の発射準備をするが、サーシャを犠牲にできずためらってしまう。しかし、彼女がスカルダートに射殺されたことで怒りを爆発させ、彼女の名を叫びながら波動砲を発射し、人工都市を壊滅させる。
戦いが終わった後は、兄、義姉、更に姪まで失ったことで「俺の手は血まみれだ」と自身の行いを悔いるが、幽体となって現れたサーシャに「あなたを責める資格のある人はいない」と慰められる。その後、地球へ帰還して雪と再会した。
サーシャ / 真田澪
ヤマト側のヒロイン。登場した時はアナライザーから雪と見間違えられた。真田の姪と紹介されたが、実は古代守とスターシャの娘で、古代進の姪に当たる。地球人とイスカンダル人のハーフのため、肉体は16歳ほどに成長しており、地球人にはない能力も持つ。
航海の途中から実の叔父である進に対して恋愛感情を抱いてしまうが、互いの血縁関係や進と雪の相思相愛は理解しており、思い悩む。
敵母星である偽地球に降りた際にはいち早くその正体に感づいており、進に半分異星人である自分にはこの星の方が住み良いと偽って残留することを伝え、彼への心情も吐露した。偽地球の正体が発覚した後はヤマトが敵母星内部へ侵入する手引きをするが、スカルダートによって射殺される。
森雪
地球側のヒロイン。元ヤマト生活班長。地球において古代進と再会するも、地球脱出時に負傷して地球に残留。敵将校であるアルフォンに介抱される。アルフォンから進たちの死を伝えられても、生きていることを信じ希望を抱き続ける。アルフォンから自身の愛を受け入れることを条件に重核子爆弾の情報を渡すことを提示され、表向き彼の愛を受け入れ、聞き出した情報をパルチザンに伝えた後自殺するつもりでいたが、そのことを察した彼に解放される。
その後、パルチザンと合流し、重核子爆弾へ進撃。爆弾内部でアルフォンと一騎討ちとなり、結果として勝利。アルフォンの頭を膝の上に抱き、その最期を看取った。重核子爆弾の起爆装置解体後は、ヤマトへそのことを通信で伝え、その際に進と再び会うことを約束した。
島大介
元ヤマト航海班長。物語序盤は徳川太助とともに無人艦隊のコントロールセンターに勤務。無人艦隊で敵軍を迎撃しようとするが、黒色艦隊の奇襲により戦況不利となり、さらにコントロールセンターも破壊され脱出。命からがら英雄の丘まで逃れ、古代たちと再会する。
その後、小惑星イカロスまで行きヤマトに再会。再びヤマト航海班長の任に就く。
真田志郎
元ヤマト工作班長。長官からヤマトを任され、山崎奨とともに小惑星イカロスに秘匿されているヤマトの大規模改装を行っていた。古代たちと合流した後は再び工作班長としての任に就く。
古代守からサーシャを預り1年間育ててきており、いわば彼女の育ての親である。そのため彼女への情は進より深く、進がサーシャごと敵母星を撃つことをためらった際には自身が代わって波動砲を撃つと言い、その悲しさは進以上であることを伝える。戦いが終わった後は、サーシャから育ててくれたことに対する感謝の意を告げられている。
加藤四郎
ヤマト・コスモタイガー隊員。『宇宙戦艦ヤマト2』で戦死した加藤三郎の実弟。兄の意思を継いで、イカロス天文台でコスモタイガーの訓練を続けていた。
山南
ヤマト2代目艦長。沖田十三や土方竜の後輩であり、宇宙戦士訓練学校の校長でもある。
敵母星中心部での戦闘中に、被弾により落下した天井の下敷きとなったことで致命傷を負い、古代に指揮を任せ息を引き取った。
藤堂平九郎（地球防衛軍司令長官）
地球占領後も暗黒星団帝国に対して毅然とした態度を崩さず、反感を買い処刑されかけたところを古代守に助けられ逃亡。その後はヤマトに望みをかけつつ、自身はパルチザンの指揮官として占領軍に対し反攻作戦の陣頭の指揮を執る。
古代守
古代進の実兄。前作で地球に帰還した後、サーシャを真田に預け、地球防衛軍司令部に勤務していた。しかし、暗黒星団帝国の侵攻の中で捕えられ、処刑室へ連れて行かれる途中で同じく処刑室へ連れて行かれる長官を目撃し、自爆して長官を逃がした。彼の死は長官を通じて進に伝えられ、さらにサーシャにも伝わり、心に深い傷を負わせることとなった。

### 暗黒星団帝国（デザリアム）
スカルダート
暗黒星団帝国を統べる聖総統。地球人に似た容姿をしているが、それは変装であり、実際には他の暗黒星団帝国人と同様の青い肌をした醜悪な容貌の人物。
衰退しつつある国家の危機を救うため、地球へ侵攻する。ヤマトが母星まで到達した際には、地球に偽装した地球でヤマト乗組員を賓客として迎え入れ、ヤマトが撃沈する未来を見せ降伏を進めるが、ヤマト側はこれを拒否して発進。偽地球の正体が発覚した後は重核子爆弾を盾に降伏を迫るが、地球でのパルチザンや母星でのサーシャの活躍により活路を見出され、母星の中心部まで侵入したヤマトの波動砲により消滅した。
サーダ
スカルダートの側近であり、劇中で明確に確認できる唯一の女性デザリアム人。肌はペールオレンジで、白眼に黒い瞳を持つ。
アルフォン
地球占領軍・技術部情報将校。階級は少尉。重核子爆弾の起爆装置の解除方法を知っている重要な士官。気を失っている雪を保護し、軟禁状態の中でアプローチをかける。しかし、雪の愛する人を信じる姿に本気で心を奪われ、自分を倒せたら重核子爆弾の秘密を教えると約束し、彼女を解放。重核子爆弾の内部で再会し、ためらう雪に引き金を引こうとするが、息を吹き返したパルチザンの1人に銃撃を受け、結果的に敗北。雪に暗黒星団帝国の正体と重核子爆弾の起爆装置の解除方法を教え息を引き取った。
カザン
地球占領軍総司令長官。戦艦ガリアデスを駆り地球艦隊を壊滅させ、その後地球に降り立ち地球側閣僚の前で地球全土の制圧を宣言した。
その後はヤマト捜索を行っており、発見したヤマトを暗黒星雲まで追撃し、ゴルバ型浮遊要塞まで追い込むが、その後は不明。
グロータス
浮遊要塞総司令。暗黒星雲内でヤマトを待ち伏せ、ゴルバ型浮遊要塞7基で飽和攻撃を仕掛けるも、波動カートリッジ弾の攻撃によって要塞を破壊され戦死した。

### その他
スターシャ
かつてのイスカンダルの女王。前作でイスカンダルとともに爆死したが、本作で幽体のような状態でサーシャの前に姿を現し、彼女の背中を押した。戦いが終わった後はサーシャの魂を迎え入れている。

## 主な登場メカ

### 地球防衛軍
宇宙戦艦ヤマト
序盤では消息不明だったが、暗黒星団帝国の地球制圧後に長官の密命で「イカロス天文台」に秘匿されていたことが判明する。そこで受けた近代化改装により、戦闘力が飛躍的に向上している。暗黒星団帝国の侵攻に伴い再出撃する。
このシリーズより、主砲の各砲身先端には3本の白い線「参戦マーク」と、波動砲口上部と両弦後部に「錨マーク」が施されている。
主な近代化改装
- 波動エンジン

大幅にパワーアップされた上に新開発のスーパーチャージャーが装備され、ワープインの時間短縮およびワープアウト直後のワープインという連続ワープが可能となった。
- 波動砲

波動エンジンの改装（改造）に伴い威力も強化された。劇中では「新波動砲」と呼称される。
- 主砲(ショックカノン)

エネルギーがカートリッジ化されたことで必然的に波動エンジンへの負荷が無くなり、連射性も向上した。また、波動カートリッジ弾による砲撃も可能となった。
- 全天球レーダー室

360°投影可能な球形の観測室であり、ヤマトの航路測定や進路探査索敵を行うことで、航海の安全性および効率が向上した。
無人艦隊大型艦
無人艦隊小型艦
ともに本作での地球側の主力艦隊。搭乗員の完全無人化がなされており、人材的コストが低く、戦闘による犠牲者が発生することもない。だがAIによる自立制御がされているわけでは無く、運用はコントロールセンターで人が行う遠隔操作に依存しており、即応性に欠けている。劇中では暗黒星団帝国の黒色艦隊の素早い展開についていけず、更にコントロールセンターが破壊されたことで制御不能となり、互いに衝突するなどして壊滅した。
コスモタイガーII
ヤマト艦載機。敵中間補給基地戦を捕捉したのち奇襲を仕掛け、格納されていた艦船のほとんどを破壊する戦果を挙げる。

### 暗黒星団帝国軍
巨大戦艦ガリアデス
黒色艦隊の旗艦で、カザンの乗艦。前作に登場したプレアデスの同型艦。艦隊を率いて地球無人艦隊を撃滅させる。
護衛艦
前作にも登場した艦隊の中核を担う優速な小型艦。
巡洋艦
本作初登場の中型艦。
グロデーズ
本作初登場の戦艦。デザリアム星の護衛に配備されている。ヘビー級と称されるほどの大型艦。艦首の主砲はヤマトの主砲（第三砲塔）の天井部装甲を一撃で貫通し、破壊する威力を持つ。決戦兵器である無限ベータ砲を装備する。
ゴルバ型浮遊要塞
前作の最後の敵だった機動要塞の準同型要塞。暗黒星雲内で計7隻がヤマトを包囲し攻撃を仕掛けるが、撃ち込まれた波動カートリッジ弾が装甲を突き破り、内部で波動エネルギーが誘爆して全滅してしまう。このことが暗黒星団帝国兵器が波動エネルギーに弱いことをヤマト側が知るきっかけとなる。
重核子爆弾
本作の物語の中核を担う特殊爆弾。地球上の中間子質量を破壊し、地球環境には何一つ影響を与えることなく、地球人類の脳細胞を破壊して絶滅させることができる兵器で、真田からは「ハイペロン爆弾」と識別されている。起爆を阻止するためには、本体の起爆装置を解体した後、母星のコントロール装置を破壊するという特殊な方法をとる必要がある。
物語序盤で太陽系の各基地を一瞬で殲滅し、地球へ降下する。その後は都市近郊に設置されていたが、パルチザンとヤマトの活躍により無力化される。

## 登場勢力
地球連邦
地球防衛軍
機械化文明の発達の影響により、無人艦隊を配備している。しかし、暗黒星団帝国の軍勢の前に大敗してしまう。地球占領後は第1作で使用されていた旧地下都市の司令部へ拠点を移し、司令長官をトップとして抵抗運動を続けている。
暗黒星団帝国
地球からおとめ座宙域方向40万光年の距離にある二重銀河を勢力圏とする星間国家で、母星の名は「デザリアム星」。文明レベルは極めて高く、重核子爆弾と大軍勢による奇襲によって、ガミラスや白色彗星帝国さえも為し得なかった地球全土の占領を成功させた。
ヤマトが辿りついた時、その母星は地球とうり二つの姿をしており、この星の正体は200年後の地球そのものであると説明された。しかし、それはヤマトを騙すための偽装工作で、実際には地球とは全く無縁の存在である。
強大な軍事力と、ガミラスをも超える科学力･技術力を有するが、その実態は発達した科学技術の極致として人類を頭部以外を機械に置き換えたサイボーグとした結果、逆にこの星の人類は生物としては退化することとなり、種としての衰弱の道を辿り始めていた。その打開策として地球人の肉体を欲し、地球へと侵攻した。

## キャスト
役名は劇中EDクレジットに準拠。
- 古代進 - 富山敬
- 森雪 - 麻上洋子
- 島大介 - 仲村秀生
- 相原義一 - 野村信次
- 南部康雄 - 林一夫
- 徳川太助 - 古谷徹
- 太田健二郎 - 安原義人
- 佐渡酒造 - 永井一郎
- アナライザー - 緒方賢一
- 真田志郎 - 青野武
- 山崎奨 - 寺島幹夫
- 加藤四郎 - 神谷明
- 山南艦長 - 小林修
- 古代守 - 広川太一郎
- 司令長官 - 伊武雅之
- スターシャ - 上田みゆき
- サーシャ - 潘恵子
- アルフォン少尉 - 野沢那智
- スカルダート - 大平透
- カザン - 寺田誠
- グロータス - 田中崇
- サーダ - 中谷ゆみ
- ナレーター - 羽佐間道夫

## 制作の経緯と話題
本作のストーリーは、西崎義展と松本零士がともに意見を出し合ったが、松本がすでに構想を考えており、西崎のアイディアは次回作のIIIに回されることとなった。松本が作成した原案を舛田利雄が改稿、さらに西崎が雪とキーマン（アルフォン）の芝居などを加筆して完成させるという初めての試みが行われた。

### 原案
松本零士の初期の構想では、前作から300年後を舞台とし、古代進ら宇宙戦艦ヤマトクルーたちの子孫たちを登場させるという案が考えられていた。
その後作成された松本案では舞台は前作から数年後となり、キャラクターもそれなりに年を重ねていることになっていた。主人公たちの思いとは裏腹に、地球は極端な機械化をおし進め、誤った道を歩みだしているという舞台設定があった。事故を起こした古代が、人間が宇宙船を操縦するなんてもう時代遅れだと陰口をたたかれる、入院した病院で医者の代わりに機械が治療をしている姿をみて、ここでも機械かとつぶやくなど、かなり顕著に現れている。
実際に制作された本編では、基本的にそうした描写は削除されている。しかし物語序盤で、地球防衛軍「無人艦隊」のあっけない敗北・挫折という展開で、機械化・自動化に頼り切ることの脆弱性と限界が表現されている（劇場版前作である『さらば宇宙戦艦ヤマト 愛の戦士たち』においても、デスラーらによるアンドロイド兵の使用とその敗北という形で既に描かれているモチーフであるほか、本作と相前後して制作された松本零士の『銀河鉄道999』においても、行きすぎた機械化がもたらす悲劇や残酷性・非人間性に対するアンチテーゼが主題の一つとされている）。
またサーシャは真田澪ではなく沖田十三の姪・沖田澪を名乗っているが、天涯孤独の沖田十三に血縁はいないということで「艦長」に正体がばれるという展開も考えられていた。この時点ですでに「イスカンダル人は成長が早い」という設定も考えられていたが「数年で大人になる」というレベルであり、1年で17歳に、という実際の本編ほどの無理やり感は薄い。また200年未来の地球にいる敵の「総統」も沖田の子孫を名乗ったために地球人ではないことがわかってしまうという、「沖田の血縁」が謎解きの鍵となっているストーリーでもあった。
なお松本は1979年のNHK紅白歌合戦で審査員を務めているが、本作の原案はその出演寸前に完成したという逸話がある。

### 〝明治から未来まで撮る男〟
監督の舛田利雄は本作と同年同日に公開された東映製作による日露戦争を描いた大作映画『二百三高地』（仲代達矢、丹波哲郎主演）も監督し、大ヒットを打ちたてている。同じ年に実写大作映画『二百三高地』とアニメーション大作映画『ヤマトよ永遠に』というジャンルの枠を超えた作品を同時に監督しヒットに導いたことはそれまでの日本映画界はじまって以来の偉業となり、当時の舛田は〝明治から未来まで撮る男〟として話題となった。

## スタッフ
- 原作：松本零士、西崎義展
- 製作・総指揮：西崎義展
- 協力製作：今田智憲※ノンクジット
- 監督：舛田利雄
- 監督・総設定：松本零士
- 助監督：棚橋一徳
- 脚本：舛田利雄、山本英明、藤川桂介
- 絵コンテ：白土武、遠藤政治
- SF設定協力：豊田有恒
- 音楽：宮川泰
- 作詞：阿久悠
- プロデューサー：吉田達
- チーフディレクター：勝間田具治
- 総作画監督：宇田川一彦
- 作画監督：高橋信也、金田伊功
- メカニックデザイン：辻忠直、板橋克己
- キャラクターデザイン：宇田川一彦、高橋信也、白土武
- 音響監督：田代敦己
- 録音監督：林昌平
- 撮影監督：片山幸男、菅谷信行
- 効果：柏原満（T.E.O ※ノンクレジット)
- タイトル原案：多々良正春 ※ノンクレジット
- 編集：千蔵豊
- 製作担当：大野清、柴山達夫
- 演出助手：高山秀樹、安泰鴻
- 文芸設定：横山和夫
- 設定制作：鶴見和一、山木泰人
- 美術進行：阿久津文雄、青木貴代美
- 仕上進行：中村正弘
- 撮影進行：隅要次郎
- 仕上検査：森田博、塚田劭
- 原画：青鉢芳信、阿部隆、井口忠一、泉口薫、稲野義信、遠藤政治、及川博史、兼森義則、金山通弘、金田伊功、木野達児、篠田章武、白川忠志、白土武、高橋信也、多田康之、中村孝、野崎恒仲、羽根章悦、林和男、平野俊弘、藤岡正宣、正延宏三、的場茂夫、森利夫
- 動画チェッカー：新井豊、緒方泰彦、青井清年、山沢実
- 動画：石山毬緒、薄田嘉信、小川明弘、金山圭子、小林敏明、坂野隆雄、服部照夫、三木佳人、河野宏之、芹田明雄、田中勇、上野茂々子　加藤良子、清野浩美、小曽根孝夫、斉木美恵子、鈴木弥生、原則子、松村啓子、南友子、山崎唯文、伊藤水穂、佐藤恭子、杉山明美、村上洋子、茂木久美子、高橋朝雄、玉沢君子、伊藤真知子、池田美雪、本間則子、鳥居愛緒、松田芳明、中村志保、西崎裕之、石井綾子、海堂祐美子、大木さちこ、松崎義之
- 作画協力：タイガープロ、スタジオバード、スタジオコクピット ※全てノンクレジット
- トレース：入江三帆子、奥西紀美代
- ゼログラフ：林昭夫、富永勤
- 彩色：後藤美津子、古屋紀子
- 彩色協力：スタジオライフ、スズキ動画、こずえアニメ、タカプロ、スタジオワールド、協栄プロ、オニオンプロダクション、新生プロ、アクトプロダクション、スタジオタージ、クロッカスプロダクション
- 特殊効果：岡田良明　佐藤章二
- 背景美術者：金子英俊、赤保谷則子、市原勝義、明石貞一、今村立夫、脇威志、日渡ひろみ、小林祐子、飯島久美子、上村協子
- 背景協力：スタジオコスモス*13 ※ノンクレジット
- 撮影チーフ：高梨洋一
- 撮影協力：ACCプロダクション ※ノンクレジット
- 撮影：高石稔、田口久男、宮本勝啓、山川進
- 編集：㈱タバック
- 編集助手：福光伸一、岸真理
- 記録：黒石陽子
- 音響制作：小山光弘、本田保則
- 制作進行：関口孝治、川崎健司、御園博
- 宣伝：徳山雅也、野口敦男、橋本悦雄、浅川恭行、原美恵子、馬場晶子
- 協力：ニッポン放送
- 演技事務：青二プロ
- スキャニメイト：東洋現像所ビデオセンター
- 録音：アバコスタジオ
- 音響制作：グループタック、アーツプロ※ノンクレジット
- 現像：東映化学

## 主題歌・挿入歌等

### 主題歌（エンディング）
愛よその日まで
作詞 - 阿久悠 / 作曲 - 布施明 / 編曲 - 宮川泰 / 歌 - 布施明

### 挿入歌
星のペンダント
作詞 - 阿久悠 / 作曲・編曲 - 宮川泰 / 歌 - ささきいさお
愛の生命
作詞 - 山口洋子 / 作曲 - 浜田金吾 / 編曲 - 戸塚修 / 歌 - 岩崎宏美
銀河伝説
作詞 - 阿久悠 / 作曲 - 宮川泰 / 編曲 - 川口真 / 歌 - 岩崎宏美
本編終了後の黒味（暗転時）のフィルム部分に収録されており、実質的には上映の幕間の館内BGMのように使用された。

### イメージソング（映画公開時に発売）
おもかげ星
作詞 - 山口洋子 / 作曲・編曲 - 宮川泰 / 歌 - 堀江美都子
「星のペンダント」のB面に収録。挿入歌扱いだったが、本編では使用されなかった。ドラマ編LP・CDでは「愛の生命」が流れたシーンで使用されている。

### カヴァー・ヴァージョン（映画公開時に発売）
銀河伝説
作詞 - 阿久悠 / 作曲・編曲 - 宮川泰 / 歌 - 布施明
「愛よその日まで」のB面に収録。未CD化

### カヴァー・ヴァージョン（映画公開後に発売）
以下は1980年12月に日本コロムビアから発売された「宇宙戦艦ヤマト 主題歌ヒット曲集」が初出。布施明や岩崎宏美が他社専属だったため、ささきいさおと堀江美都子がカヴァーした。カラオケも日本コロムビアが独自に新録音したものが使われた。
愛よその日まで
作詞 - 阿久悠 / 作曲 - 布施明 / 編曲 - 宮川泰 / 歌 - ささきいさお
銀河伝説
作詞 - 阿久悠 / 作曲・編曲 - 宮川泰 / 歌 - 堀江美都子
愛の生命
作詞 - 山口洋子 / 作曲 - 濱田金吾 / 編曲 - 宮川泰 / 歌 - 堀江美都子

## 宣伝コピー
空前のスケールに包まれて いま、ヤマトが帰ってきた!!

## 興行
本作は東映が社運を賭けたといわれた超大作『二百三高地』と封切り日が同じ、1980年8月2日であった。これは東映社内の興行戦争があったからである。『ヤマトよ永遠に』は、東映の営業派である東映洋画が製作・配給に関わっているが、『二百三高地』は東映の製作派で作られた映画で、東映洋画は本来、洋画の買付けと配給を主業務とするセクションであったが、1976年の『ル・ジタン』の失敗から買付けを控えて、以降、角川映画やオフィス・アカデミーと組み始めて興行で実績を挙げ、製作派を抑えて東映の主流にのし上がっていた。同日の封切りは製作派にとって捲土重来を期した巻き返しの戦いであった。『二百三高地』は、目標配収を当初20億円に置いたが、裏に『スター・ウォーズ/帝国の逆襲』や『復活の日』などの強力番組があり、途中で東映歴代一位の『柳生一族の陰謀』の16億5000万円程度でないかといわれながら18億円を記録したため、大健闘であったが、製作費等を考慮すると『ヤマトよ永遠に』との勝敗は付け辛い結果となった。どちらが勝とうが儲かりさえすれば嬉しい岡田茂東映社長は、公開初日、東映本社一階の丸の内東映で上映された『二百三高地』、地下一階の丸の内東映パラスで上映された『ヤマトよ永遠に』に押し寄せるお客の波を見て相好を崩し、岡田の懐刀だった吉田達は「岡田社長のあの表情は今も忘れられない」と話していた。
また、岡田東映社長が1980年1月30日に東急レクリエーション（以下、東急レク）社長に就任し、東急レクの番組編成を差配できるようになったことで、『ヤマトよ永遠に』にもそれまで掛けられなかった劇場でも掛けられるようになった。東映は地方の劇場チェーンは強いが、東京都内には戦艦級の劇場を持っておらず、それまで全国ロードショーの際の都内の封切りは東宝の劇場を借りていた。岡田が東急レク社長を兼任するようになったことで、東映の映画を東急レクの持つ渋谷パンテオン、新宿TOKYU MILANOといった戦艦級劇場に掛けられるようになった。また東急レクは、松竹洋画と「松竹・東急チェーン」（STチェーン、松竹・東急レク連合）を組んで、東宝洋画興行網に対抗していたため、従来の東映洋画系劇場以外に松竹・東急系劇場でも映画を掛けられるようになり、『ヤマトよ永遠に』も、松竹・東急系の東急レックス系の劇場でも公開されている。

## 成績
- 配給収入 約13億6000万円[18]
- 興行収入 25億円[18]
- 観客動員 220万人[18]

### 公開時のイベント
- 1980年6月7日。ニッポン放送にて声優陣が生出演するオールナイトニッポン特別番組『ラジオドラマ ヤマトよ永遠に』放送。
- 1980年6月29日。「ヤマト アドベンチャーロマンの航海」参加者抽選会が新宿東口広場にて行われた。
- 1980年7月20日。「ヤマト アドベンチャーロマンの航海」（2泊3日の航海旅行）。ヤマトに模した「美々津丸（9,552t）」が川崎埠頭から新銀河（宮崎県日向）へ向けて出港。
- 1980年7月24日。シンフォニック・コンサート「80ヤマトフェスティバル・イン・武道館」が日本武道館にて開催。午前午後の二回公演。
- 1980年7月28日。「ヤマトフィーバー80」が渋谷パンテオンにて『さらば宇宙戦艦ヤマト』の上映とささきいさおによるコンサートが行われた。
- 1980年7月29日。国鉄ミステリーツアー「イカルス号・冒険と探検の三日間」。抽選で選ばれた560名のクルー候補生を乗せて上野駅から秘密訓練基地（斑尾高原）へと出発。
- 1980年8月2日。公開初日東急東横線にて、松本零士車掌による無料臨時列車「ヤマト号」が桜木町から渋谷まで運行された。

## ワープ・ディメンション方式
本作では、ワープ・ディメンション方式の採用が宣伝で大々的に謳われて、映画公開までそれが何であるか秘密にされたことでも話題になった。上映中の暗黒星雲を抜け敵側の未知の宇宙へ突入するタイミングで、スクリーンを画面アスペクト比をアメリカンビスタサイズ（1:1.85）からシネマスコープサイズ（1:2.35）に切り替え、これに合わせ音声もモノラルから4チャンネル磁気ステレオになり、巻の変わり目に合わせて一挙にグレードアップする手法であった。
この変わり目の鮮やかさと迫力は劇場でなければ味わえないものである。映写技師が上映途中で、一方の映写機にシネスコ上映用のアナモフィックスレンズを手動で用意して待機しなければならず、技師のスキルも要求された。実際、当時対応できた劇場は4分の1しかなかったという。
本当は70mmフィルムの大作にしたかったのが断念せざるを得ず、それでも迫力を出したいとの西崎義展プロデューサーの意図でこの方式が導入された。喜劇ものを除けば、このような方式を導入した映画は世界中見渡しても本作だけと云われる。後にビデオソフト化された際にモノラル部分も再ダビング、ステレオ音源に差し替え、モノラル音源しかないBGMは擬似ステレオ化された。

## 本編にないシーン
古代たちが地球から高速連絡艇で脱出してイカロス天文台に向かう際、艇から落下した雪を追って古代が飛び降りようとしたところを相原に制止されるシーンがあるが、シナリオにはそのことに逆上した古代が相原を殴って佐渡がそれを制止に入り、仮死状態になる薬品を注射するシーンがあった。さらには、暗黒星団帝国の監視網から逃れるため、注射は艇の全乗員に行なわれる。この描写はひおあきらによるコミカライズ版にもあるが、アニメ本編ではこのシーンがないため、後のアルフォンの「脱出した高速連絡艇には生命反応が無かったそうだ」という旨のセリフに繋がりがなくなっている。そのほか、いくつか削除されたシークエンスが存在する。
雪とアルフォンのキスシーンのフィルムがアニメ誌に掲載されたが、こちらは本編での使用を目的としたものではなく、アニメ誌の説明によれば現場のアニメスタッフが面白半分で完成させたものだという。

## ビデオソフト
以下のほか、ビデオ化もされている。
宇宙戦艦ヤマト 劇場版パーフェクトコレクション
品番：BELL-315
劇場版・テレビスペシャル計5作品をまとめた全8枚組のLDボックス。
ヤマトよ永遠に
品番：BCBA-0253、BCBA-3081（メモリアルBOX）、BCBA-3710（廉価版） / 販売元：バンダイビジュアル / 発売日：1999年8月25日、2007年08月24日（メモリアルBOX）、2009年11月25日（廉価版）
DVD。ワープ・ディメンション方式を再現し、映像途中でビスタサイズからスコープサイズへと切り替わる。2007年には宇宙戦艦ヤマトシリーズ30周年記念として他の劇場版作品DVDと合わせてBOX化されており、DVDラベルがそれに準じた仕様になっている。また、2009年には廉価版である「EMOTION the Best」が発売された。
ヤマトよ永遠に
品番：BCXA-0716 / 販売元：バンダイビジュアル / 発売日：2013年10月25日
映像をHDリマスターしたBD。スタンダードサイズからスコープサイズへと切り替わるワープ・ディメンション方式を再現しており、DVDと同様のビスタサイズ→スコープサイズも収録している。

## メディア展開

### 漫画（コミカライズ）
- 『ヤマトよ永遠に』 画：ひおあきら／1980年、サンコミックス全2巻（朝日ソノラマ刊）。2005年に文庫本[31]として、2010年にコンビニコミック[32]として、いずれもメディアファクトリーより復刊。

### 小説
- 『ヤマトよ永遠に』 文：若桜木虔／1980年、コバルト文庫（集英社）
- 『ヤマトよ永遠に』 上・下 文：三浦清史／1980年、少年少女集英社文庫（集英社）

### ゲーム
『宇宙戦艦ヤマト 暗黒星団帝国の逆襲』
『宇宙戦艦ヤマト 二重銀河の崩壊』
PlayStation 2ソフトとして、それぞれ2005年1月27日、4月7日にバンダイが発売した。『宇宙戦艦ヤマト 新たなる旅立ち』『ヤマトよ永遠に』を原作としたウォー・シミュレーションゲーム「暗黒星団帝国編三部作」の第2、3作である。第1作の『宇宙戦艦ヤマト イスカンダルへの追憶』同様、原作から多数の変更点や追加エピソードが加わり、事実上のリメイク作品となっている。
前作との関係が希薄だった原作と異なり、前作との繋がりがより強く描かれている。また、ヤマトの航海と同時進行で、地球におけるパルチザンの戦いも描かれている。
古代守がヤマト艦長に就任するほか、アニメ版では『新たなる旅立ち』以降登場しなかった坂本茂や、北野哲が継続して登場しており、代わりに加藤四郎が登場しなくなっている。
結末に関しても変更点があり、古代守は最後まで生き残るほか、真田澪（サーシャ）もプレイの進め方次第では生き残らせることができる。

## 備考
- 本作の1年前の1979年3月4日、ボイジャー1号が木星にリングがあることを発見した。それを受けてタイトルバックの木星にもリングが描かれている。
- 本作から、今まできちんと明確化されていなかったヤマトや敵の攻撃エフェクトが、ヤマト（地球防衛軍）は青の透過光、敵（暗黒星団帝国）はオレンジの粒ガラス透過光、と決められ、混戦描写においても状況が観客に分かりやすくなっている。
- アルフォン少尉は企画当時はキーマン少尉と仮名が付けられていた。物語の鍵（キーマン）だからである。
- 本作からスキャニメイトの使用が増える。これは完結編においても重要な演出技術となる。
- 二重銀河の上部の暗黒銀河は、よく見るとゆっくり回転している。当時CGはまだ無く、俯瞰で円運動する物体をブラシワークで、しかもスローで動かすというとてつもなく困難な作画を実現している。
- 未来の地球の宮殿内でかかった、聖総統が言う「我々の音楽」は、チャイコフスキーの「白鳥の湖」より 第3幕 第17曲「情景・招待客の登場とワルツ」である。オールナイトニッポンのラジオドラマでは、バッハの「パルティータ 第6番」（チェンバロ演奏）が流れた。
- ヤマト乗組員が未来の地球の宮殿内で見せられたヤマトの過去作品の映像に関して、対白色彗星帝国戦の映像は『宇宙戦艦ヤマト2』ではなく『さらば宇宙戦艦ヤマト 愛の戦士たち』のものであり、ヤマトが波動砲で白色彗星の中心核を打ち抜いているシーンがある。
- デザリアム（未来の地球）崩壊のイメージシーンにおける女性は、作画と髪の動きにシャープさが求められた結果、全てハンドトレスで描かれている。
- 水晶都市へ波動砲を撃つシーンでは、古代役の富山と真田役の青野がアフレコで泣き出してしまい、そのまま収録を行っている。
- 本作では楽曲が多くなったことで、宮川泰が「猫の手も借りたい」と実子の宮川彬良（当時浪人中）に助っ人を頼んだ。暗黒星団帝国のモチーフを渡され、戦闘シーンの曲を書くことになったが苦戦。「結局、1曲作るのに一週間も掛かった。その間に父は何十曲も作ってた」と回想するほど。その曲は戦闘シーンの尺や画面に合わせて曲調が目まぐるしく変化するもので、普通の作品ならば満足な内容だったが、プロデューサーの西崎に「これはヤマトの曲じゃない」と指摘され、敢え無く没となった。宮川彬良のヤマト音楽作曲デビューは、次回の「宇宙戦艦ヤマトIII」に持ち越される。[33]
- 2019年5月4日（土）放送のクローバーラジオ特別番組「ラジオ･スイート さらば宇宙戦艦ヤマト」の番組内で「降下兵の奇襲」と「反撃」が宮川彬良作曲だったことが判明する。また、本作未使用曲である「反撃」は、オールナイトニッポンのラジオドラマ『宇宙戦艦ヤマト 完結編』や『宇宙戦艦ヤマト 復活編』で使用された。
- 「ヤマトよ永遠に」は後半4チャンネルステレオとなるが、家庭用ビデオ（LD・DVD・BD）やレコード、CDでは当然2チャンネルステレオであり、後半部のBGMのCD完全収録や、完全な状態でのビデオ媒体の製作・発売は今なお実現していない（ただし、2013年5月22日発売の「YAMATO SOUND ALMANAC　1980-IV ヤマトよ永遠に BGM集」において後半部に使われた楽曲を通常の2チャンネルステレオで聴くことが出来る）。
- 1981年3月14日から4月3日まで「スペースロードショー」として、『宇宙戦艦ヤマト 新たなる旅立ち』と共に上映された。
- 2005年11月5日にヴァージンTOHOシネマズ（六本木ヒルズ）で『宇宙戦艦ヤマト 新たなる旅立ち』『宇宙戦艦ヤマト 完結編』と共に上映された。
- 2011年10月8日に広島県民文化センターふくやまホールにて、東日本大震災医療活動支援チャリティー募金上映会と銘打ち、上映された。ワープディメンションシステムにて上映。東北新社にも公開できるフィルムは一本しかない模様。内容はDVDと同一で未公開シーンなどはなし。往復ハガキによる申し込みで、折り返し入場証を印刷して返信するシステムを採った。鑑賞は無料（ただしチャリティー公開につき寄付を募った）。開場：14:00~　開演：15:00~17:30。主催はヤマトクルー はっしーゼロフォー。